# Jacob Vilhelm von Munthe af Morgenstierne
Jacob Vilhelm von Munthe af Morgenstierne (født 22. december 1788, død 9. december 1859 på Frederiksberg) var en dansk diplomat.
Han var søn af stiftamtmand og kammerherre Caspar Wilhelm von Munthe af Morgenstierne og Anna Cathrine Petrea de Flindt, blev 1805 student (privat dimitteret), 1809 hofjunker, 1812 cand.jur. og samme år kammerjunker. Han blev 1813 auskultant i Rentekammeret, 1815 legationssekretær i Haag, 1817 legationssekretær i Madrid, 1823 chargé d'affaires og 25. september samme år Ridder af Dannebrog. Han blev 1824 legationssekretær i Haag, 1835 gehejmelegationsråd og fik 1841 afsked fra diplomatiet. Han blev 1842 kammerherre, var 1847-48 atter chargé d'affaires i Haag og blev 28. juni 1847 Kommandør af Dannebrog. Han bar også Den Nederlandske Løveorden (ridder).
Han blev gift 7. juli 1824 med Cornelia Catharina Margrethe de Man (1. juni 1799 i Nijmwegen - 11. august 1889 i København), datter af generalløjtnant Maximilian Jacob de Man og Henriette Nolthenius.